# Вулиця Володимира Мономаха (Рівне)
Вулиця Володимира Мономаха — одна з вулиць міста Рівне, розташована в мікрорайоні Ювілейний. Названа на честь Великого князя київського Володимира Мономаха.
Вулиця Володимира Мономаха починається від вулиці Пржевальського і пролягає на північ, де впирається у вулицю Вербову. Трохи далі вулиця знову продовжується, аж поки не впирається у вулицю Ювілейну. 

## Історія
Вулиця забудовувалася у 30-ті роки XX століття. 
Спочатку носила назву Третя Боярка.  Потім вулиця змінила назву на честь французького комуністичного діяча Моріса Тореза. У 2016 році була перейменована на честь Великого князя київського Володимира Мономаха.